# Ростов Великий
Росто́в Вели́кий (до 2025 года — Ростов) — город (с 862 года) в России, административный центр Ростовского района Ярославской области.
Расположен в 186 км к северо-востоку от Москвы, в 47 км к юго-западу от Ярославля, на берегу озера Неро. Площадь города составляет 32 км², население — 27 298 чел. (2024 год).
Ростов Великий — один из древнейших городов Руси и России, так как его история насчитывает, по меньшей мере, 1163 года. Официальное летосчисление город ведёт от 862 года; под этим годом он впервые упомянут в русской летописи «Повести временных лет» в числе городов, подвластных князю Рюрику. В конце VII—X веке на месте города существовало поселение мери. Постоянная городская застройка прослеживается с 980-х годов.
С X века Ростов являлся одним из центров Ростово-Суздальской земли и северо-восточной Руси. В XII веке стал вторым по значению после Суздаля, а в начале XIII века входил во Владимиро-Суздальское княжество. В Ипатьевской летописи при описании событий 1151 года назван Ростовом Великим. В 1207—1474 годах — центр Ростовского княжества. В 1777 году получил статус уездного города.
Является городом областного значения, при этом в рамках Ростовского муниципального района образует муниципальное образование Ростов со статусом городского поселения как единственный населённый пункт в составе последнего.
На территории Ростова имеется 326 памятников культуры, треть из которых являются памятниками федерального значения. В 1970 году Ростов был включён в список исторических городов РСФСР. В 1995 году музей-заповедник «Ростовский кремль» включён в свод особо ценных объектов культурного наследия народов России. Ростов входит в список городов Золотого кольца России, куда изначально был включён Юрием Бычковым, придумавшим этот туристический маршрут.
День города с 2014 года отмечается в конце мая, ранее традиционно отмечался в последнее воскресенье августа.
В городе действуют вокзал станции Ростов-Ярославский, находящийся на магистрали Москва — Архангельск Северной железной дороги, и автостанция при железнодорожном вокзале на трассе М8 «Холмогоры» Москва — Архангельск. Ближайший аэропорт находится в Ярославле (Туношна), речные волжские порты — в Ярославле и Угличе.

## История

### Возникновение города
Название города традиционно связывают со славянским личным именем Рост (ср. Ростислав), от которого с помощью суффикса -ов образовано притяжательное прилагательное.
Ростов упоминается в «Повести временных лет». Под 862 годом о нём говорится как о городе, которым владел Рюрик и где «первые насельники» принадлежали к племени меря:
Сказали руси чудь, словене, кривичи и весь: «Земля наша велика и обильна, а порядка в ней нет. Приходите княжить и владеть нами». И избрались трое братьев со своими родами, и взяли с собой всю русь, и пришли, и сел старший, Рюрик, в Новгороде, а другой, Синеус, — на Белоозере, а третий, Трувор, — в Изборске. И от тех варягов прозвалась Русская земля. Новгородцы же — те люди от варяжского рода, а прежде были словене. Через два же года умерли Синеус и брат его Трувор. И принял всю власть один Рюрик, и стал раздавать мужам своим города — тому Полоцк, этому Ростов, другому Белоозеро. Варяги в этих городах — находники, а коренное население в Новгороде — словене, в Полоцке — кривичи, в Ростове — меря, в Белоозере — весь, в Муроме — мурома, и над теми всеми властвовал Рюрик.Лаврентьевский список,
1377 года (в переводе Д. С. Лихачёва).
В дальнейшем летопись сообщает, что «в Ростове сиде князь, под Олегом суще».
Алексей Шахматов считал, что упоминание Ростова под 862 годом было внесено в более поздней редакции летописи начала XII века.
Согласно данным археологии, старинное большое Сарское городище, первое укреплённое поселение на озере Неро, возникло в земле мери в VII веке и долгое время было мерянским племенным центром.
В конце VII—X веке на месте Ростова располагалось поселение мери. Исследовались следы ремесленной деятельности этого населения. Среди находок имеются различные бытовые предметы, керамические изделия, привозные бусы и украшения.
Археологические работы в Ростове показали, что его основателями были славяне; с середины X века культура и быт города носят явно славянский облик.

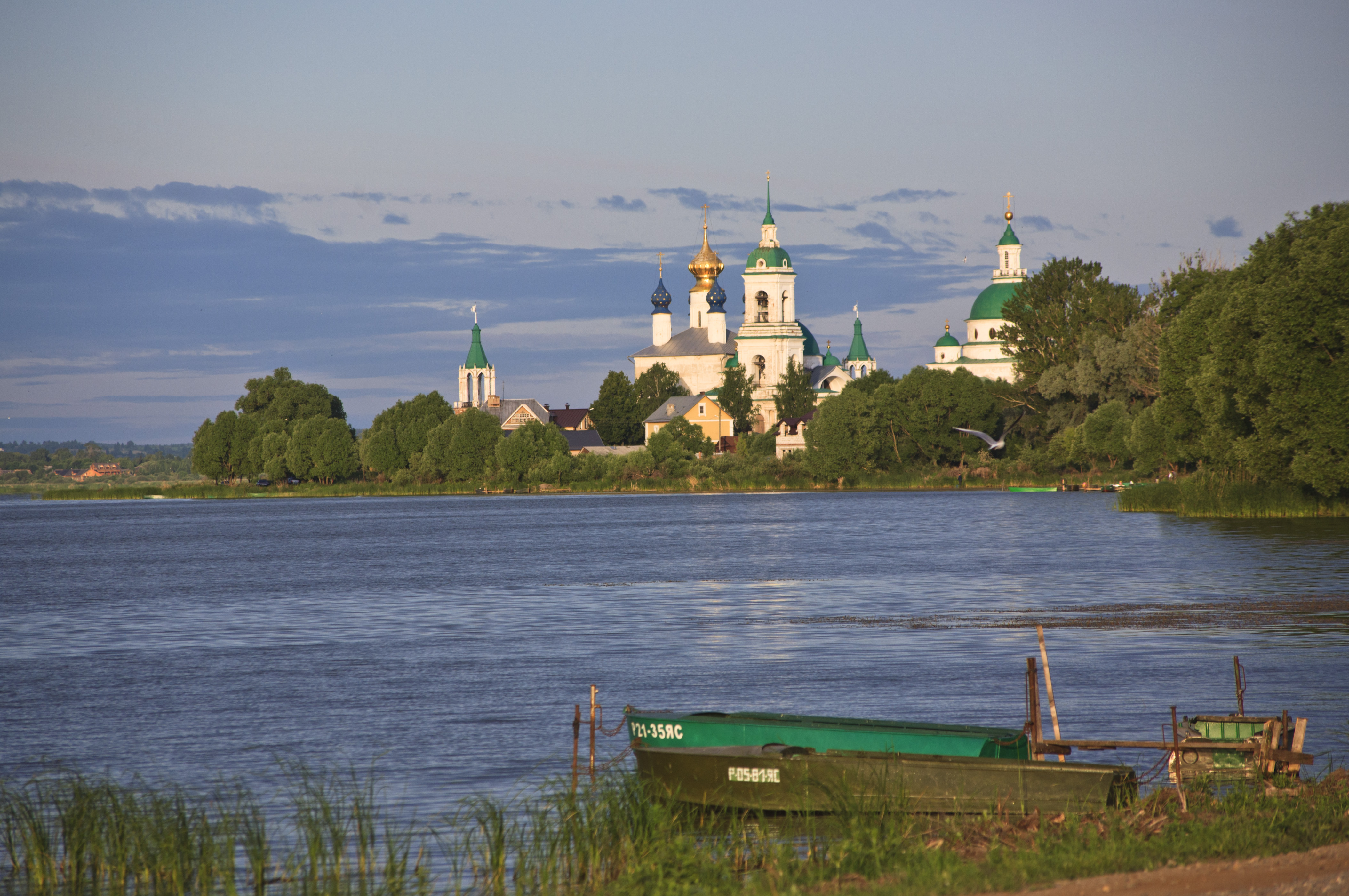
Озеро Неро. Вид на Спасо-Яковлевский монастырь

Город на правом берегу в устье ныне засыпанной реки Пижермы начинает складываться не ранее середины X века. Самая ранняя дендрохронологическая дата в Ростове получена с раскопа у Часозвона в Кремле — 963 год. На Конюшенном раскопе в отсутствие дендротат, по составу находок и особенностям керамической коллекции, 19, 20 пласты датируются второй половиной XI века.
С 980-х годов в Ростове прослеживается постоянная городская застройка. Городские укрепления X—XIII веков (Ростовский детинец и окольный город) не сохранились; предположительно существовали ров и вал по периметру территории города.
О времени возникновения собственно Ростова существуют различные гипотезы: одни из них предполагают возникновение города в дославянскую эпоху, другие — перенос с языческого Сарского городища с сохранением названия Ростов в X веке, причём некоторое время оба города (племенной и княжеский) существовали одновременно. Как раз в IX—XI веках, в эпоху перехода к достаточно сильной княжеской власти, различные удельные князья достаточно часто основывали свои опорные пункты (погосты, станы), сначала небольшие, не внутри населённого центра, иногда крупного, а рядом с ним — в ближайшем удобном для обороны месте и одновременно у воды, — на расстоянии от нескольких до 15 километров. Возможно, жители княжих центров пользовались правом экстерриториальности. Подобные двойные города могли иметь разную судьбу: слиться в один; население княжьего медленно либо быстро, по разным причинам, переходило в более древний (Муром); население более древнего чаще переходило в новый; при этом название старого города могло быть перенесено на новый.
Исследователь Ростова, археолог Андрей Леонтьев считает Сарское городище племенным центром мери, а Ростов — центром княжеской власти.
По мнению краеведа Е. Плешанова, Ростов возник как мерянский посёлок в конце VIII века или несколько раньше. Во времена Рюрика он стал центром сбора дани в пользу Новгорода, оставаясь в других отношениях пригородом Сарского городища; с усиленной славянской колонизацией, начавшейся в 920—930-е годы, Ростов в качестве базы славян приобрёл господствующее значение.
Казанская история упоминает черемис как коренных жителей Ростова, не пожелавших креститься и поэтому покинувших город. Местные черемисы-марийцы имели самоназвание «мäpӹ», которое сохранилось у этногруппы северо-западных мари, проживающих в Нижегородской и Костромской областях.

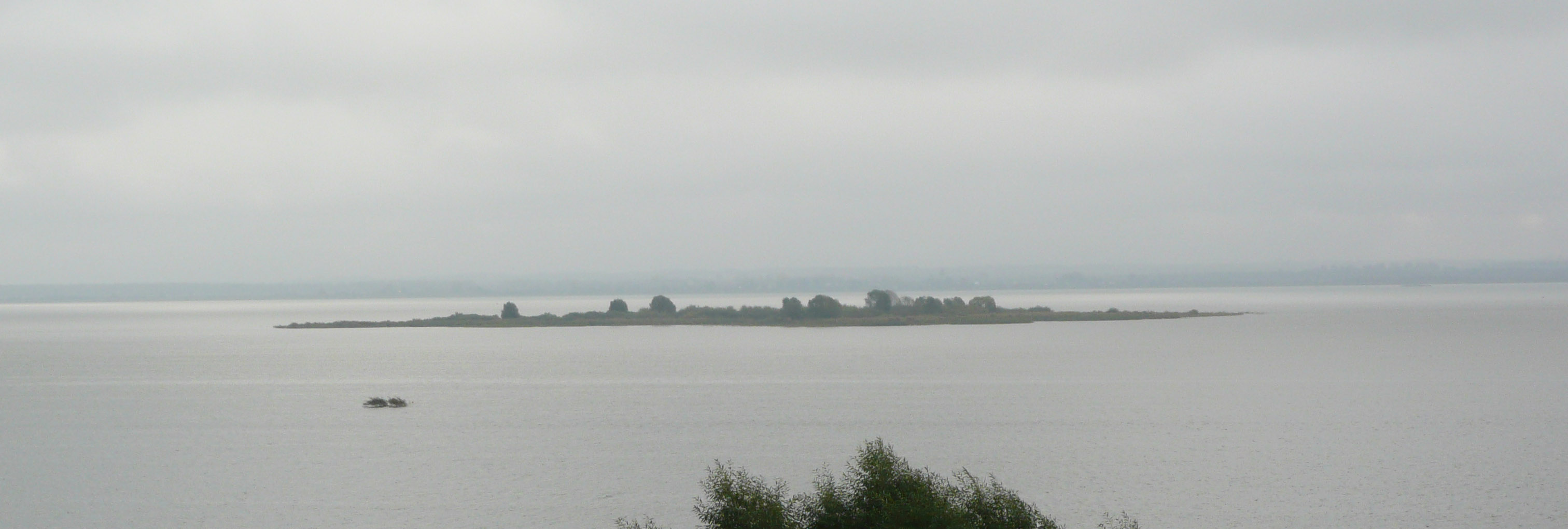
Рождественский остров. Вид с башни Яковлевского монастыря

Как показали раскопки 1980-х годов, мерянское поселение на месте Ростова занимало край береговой террасы к западу от устья реки Пижермы. Оно не было укреплено, но защищалось Пижермой, заболоченной низиной реки Ишни и, видимо, засеками в окружающем лесу и подводными частоколами на реке Которосли и в озере. Поселение находилось напротив Рождественского острова — огромного камня-останца, почитавшегося мерянами, и служило центром культа божества, аналогичного славянскому Велесу, и так же связанного с медвежьим культом. Ещё в XIX веке память о нём жила в ростовской поговорке: «Он зол, как идол Велес». В житиях епископов Фёдора, Леонтия, Авраамия, Исайи и в «Повести о водворении христианства в Ростове» упоминается Чудской конец в Ростове Великом, где стоял каменный идол Велеса, которому поклонялись местные язычники вплоть до начала XII в. Они неоднократно изгоняли присылавшихся епископов и, по некоторым сведениям, даже убивали их.
В настоящее время известна легенда об основании Ростова, выводящая название города от словосочетания «Россов стан» и приписывающая это основание царевичу Россу-Вандалу. Сюжет впервые появился в XIX веке в книге «Сказания Великого Новгорода, записанные купцом Александром Артыновым». Легенда точно датирует событие 1793 годом до н. э., а Росса-Вандала называет сыном библейского Раугила, правнука патриарха Иакова. Однако подобная версия имеет откровенно фантастический характер.

### Расцвет Ростова Великого
Согласно летописи в IX веке Ростов вместе со всеми владениями племени мерян был присоединён к государству Рюрика со столицей в Ладоге или Новгороде. В походе князя Олега на Царьград ростовцы участвовали в качестве союзников: в тексте договора Олега с греками дань они обязались платить на отдельные русские города: Киев, Чернигов, Перяславль, Полоцк, Ростов и Любеч. С 989 года по 1010 год в Ростове княжил молодой Ярослав Мудрый.
Со второй половины XI века Ростов — один из двух главных городов Ростово-Суздальского княжества (территории, из которой выросло Российское государство). Центром епископии Ростов являлся с 991 года, но два первых епископа — св. Феодор и Иларион — были изгнаны жителями Ростова. Следующий епископ — св. Леонтий (1054—1073) — был умерщвлён местными язычниками и с тех пор считается небесным покровителем города.
Вплоть до XII века Ростов разделялся на два конца — Чудской (мерянский) с языческим капищем и Русский с христианской церковью. Два народа неплохо уживались между собой, в случае какой-либо угрозы вместе собирали ополчение. Но если мерянин принимал крещение, то он уже признавался русским и должен был оставить прежнее место жительства, переселиться на другой конец города.
Когда столица из Суздаля перешла во Владимир, в Ростове и Суздале вспыхнул бунт. Старые города не желали признавать новую столицу.
В 1160 году на месте сгоревшего деревянного Успенского собора, построенного по преданию ещё в 991 г. святым Феодором, по повелению великого князя Андрея Боголюбского была начата постройка белокаменного здания, которое было разрушено пожаром 1204 года.
В 1207 году появилось самостоятельное Ростовское княжество, быстро ставшее одним из влиятельнейших политических центров русских князей. Основатель княжества, старший сын Всеволода Большое Гнездо Константин Всеволодович в 1214—1231 годах заново отстроил Успенский собор. К тому времени Ростовский удел стал вторым по значению после Владимирского.
В это время город как центр Северо-Восточной Руси переживал экономический и культурный подъём: площадь его укреплённой части, окружённой валом и рвом, составляла более 100 гектаров. В городе были княжеский и епископский дворы, большой торг, более 15 храмов, несколько монастырей. Авраамиев монастырь предположительно был основан в XI веке (и в таком случае является древнейшим в регионе).
В 1237 году Ростов не оказал сопротивления монгольским войскам, из-за этого город пострадал незначительно. Так как дружина ростовского князя Василько Константиновича в составе объединённых владимиро-суздальских войск под предводительством великого князя Юрия участвовала в битве с полчищами Бурундая на реке Сить в 1238 году; Василько при этом был взят в плен и затем казнён. Князем стал его малолетний сын Борис, при котором, в частности, произошло крупнейшее восстание против татарских сборщиков налогов в 1262 году.

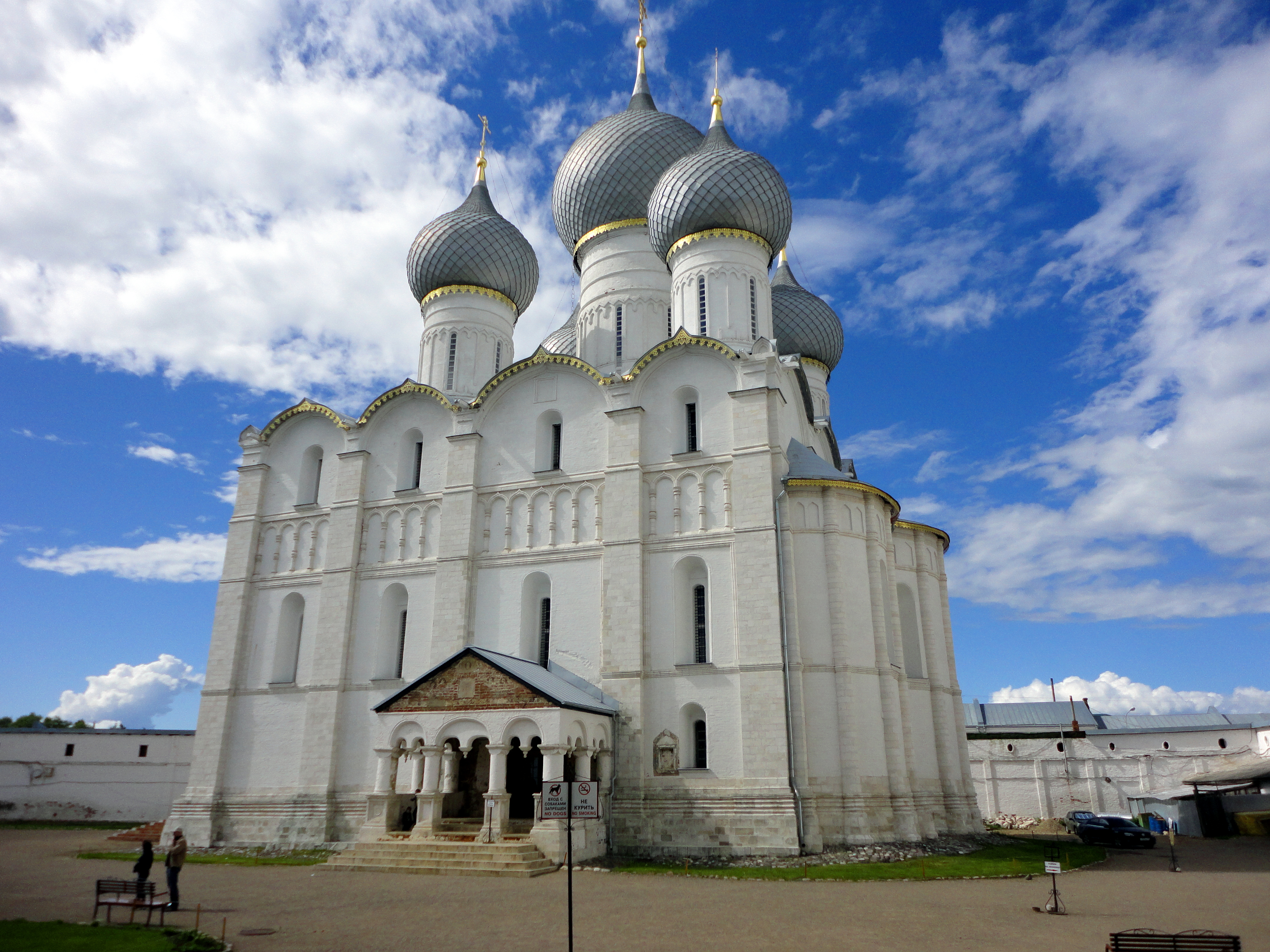
Существующий Успенский собор предположительно построен в 1508—1512 годах

В 1297 году ростовский князь Константин Борисович выдал свою дочь за московского княжича Юрия Даниловича. Это не помешало Юрию в 1317 г. с татарскими отрядами Кавгадыя и Астрабыла сжечь Ростов и изгнать из него князя, судя по всему, Александра Константиновича, державшего сторону Твери в споре между Юрием и Михаилом Тверским за великокняжеский престол. По гипотезе В. А. Кучкина около 1328 г. Ростовское княжество и самый город Ростов разделились на две части: Борисоглебскую, на восток, которую получил князь Фёдор, и Сретенскую, на запад, которую получил князь Константин.
Сретенская часть, возможно, вскоре была объявлена частью Владимирского великого княжения и фактически попала в полную зависимость от Москвы. По другой версии под власть Москвы в 1328 году попадает всё Ростовское княжество. Именно к этому времени относится переселение из города местных бояр, включая Кирилла — отца Сергия Радонежского; автор жития святого пишет по этому поводу: «увы Ростову и его князьям, взяли у них власть, княжение, имение и славу». Ростовская дружина участвовала в битве на Куликовом поле. При Василии II Тёмном Ростовское княжество фактически окончательно входит в состав Москвы: в 1430-х гг. там присутствует великокняжеский наместник, а по своей духовной 1461/2 Василий завещает его в полную собственность своей жене Марии. В 1473—1474 годах борисоглебские князья продали остатки своих княжеских прав Ивану III.

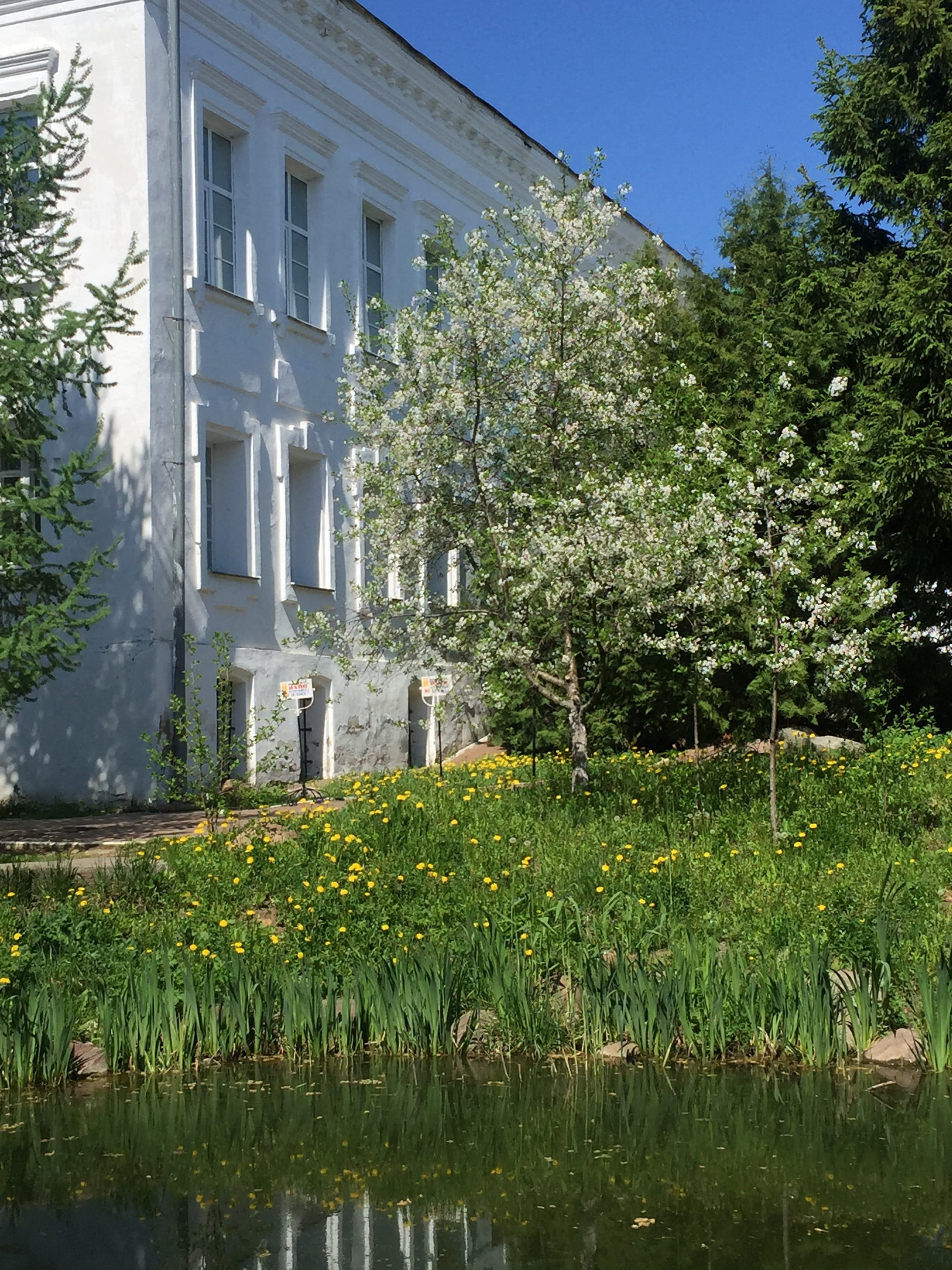
Сад в Спасо-Яковлевском монастыре Ростова Великого

### В составе Русского государства
Несмотря на потерю политической самостоятельности, Ростов продолжал оставаться резиденцией митрополита и крупнейшим церковным центром.
В 1565 году, когда царь Иван Грозный разделил Русское государство на опричнину и земщину, город Ростов вошёл в состав последней и относился к ней до начала 1569 года, после чего был взят в опричнину.
В Смутное время Ростов не избежал трагической участи многих российских городов. В 1608 году после битвы под Ростовом он был сожжён и разграблен тушинскими отрядами, которые взяли в плен митрополита Филарета (Романова) — будущего патриарха и отца царя Михаила Фёдоровича. Весной 1610 года он был вновь разграблен лисовчиками, а летом 1611 года — войском Яна Петра Сапеги. Население Ростова в результате событий Смутного времени уменьшилось в несколько раз. В 1632—1634 гг. по заказу царя для укрепления города вокруг его центральной части голландский инженер («жилец Голландский земли города Амстердама, городовой мастер») Ян Корнилов построил Ростовскую земляную крепость, памятник староголландской фортификационной системы.

### Ростовская епархия

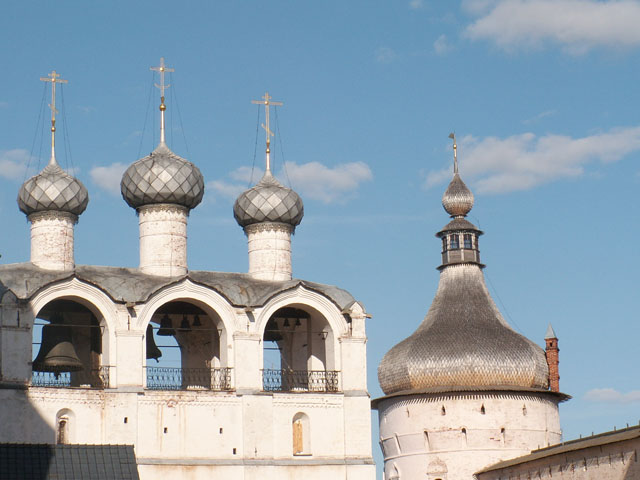
Звонница Успенского собора в Ростовском кремле

На протяжении долгих столетий Ростов сохранял за собой значение религиозного центра. Территория Ростовской епархии простиралась далеко за пределы современной Ярославской области, а ростовские иерархи были в числе наиболее влиятельных церковных владык. В конце XIV века ростовские архиереи получили сан архиепископов, а в 1589 году — митрополитов. Ростовская митрополия была одной из богатейших в России. Во второй половине XVII столетия по инициативе митрополита Ионы Сысоевича в Ростове разворачивается строительство новой архиерейской резиденции. За короткий срок — около 20 лет, в центре города был возведён величественный ансамбль митрополичьего двора, состоящий из культовых, жилых и хозяйственных построек, окружённых крепостными стенами с высокими башнями, известный как Ростовский кремль. На Соборной площади при кафедральном Успенском соборе была построена уникальная звонница, для которой были отлиты огромные тысячепудовые колокола. В XVI—XVII веках происходило формирование архитектурных комплексов многочисленных городских и пригородных монастырей, значительная часть которых сохранилась до нашего времени.

### Ростов в XVIII—XIX веках

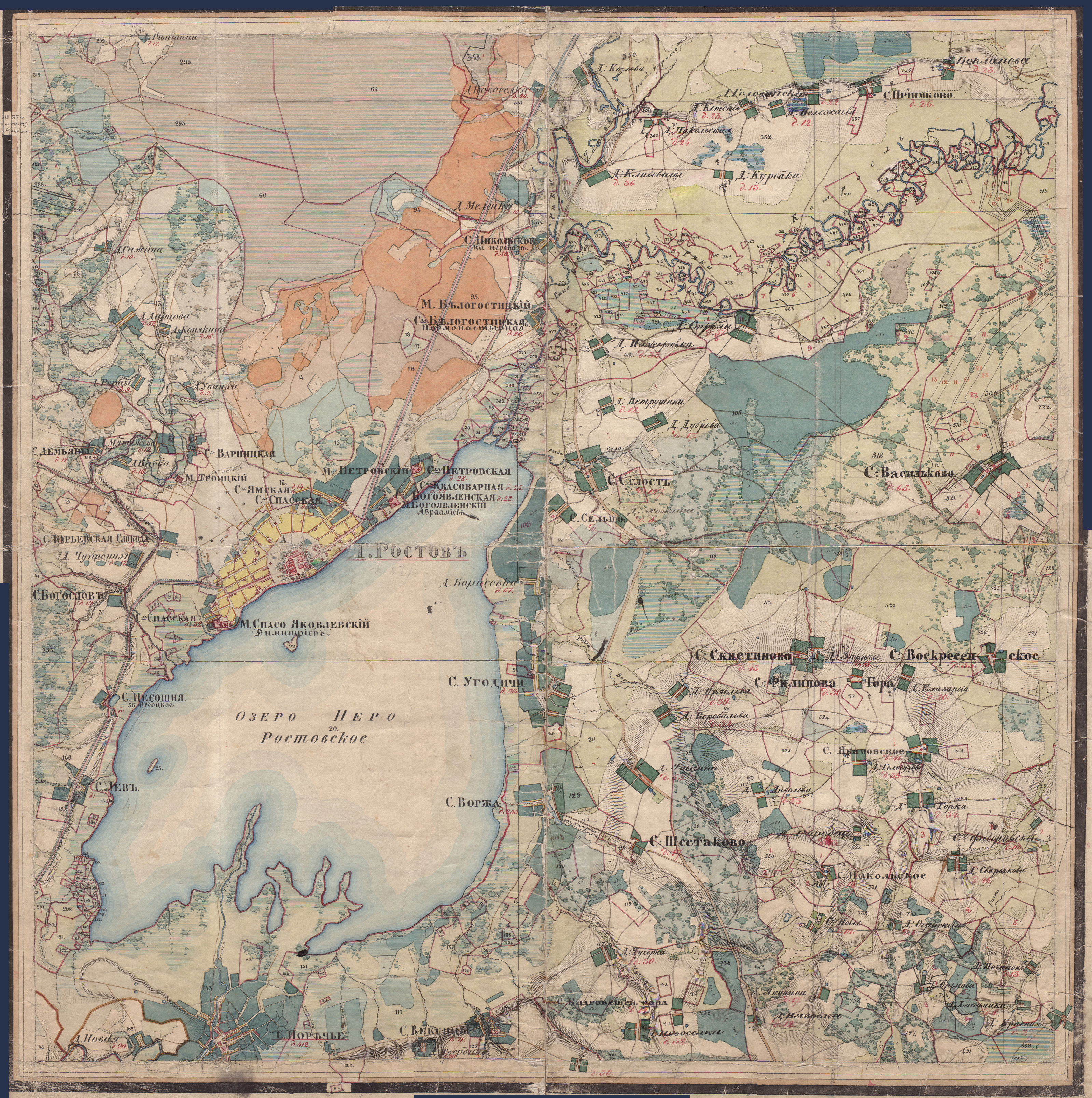
Ростов и его окрестности, из «Атласа Ярославской губернии» 1858 года

В конце XVIII века центр Ростово-Ярославской епархии был перемещён из Ростова в Ярославль. По губернской реформе 1778 года Ростов стал уездным центром, началась перепланировка города по регулярному плану.
Со второй половины XVIII века и почти до конца XIX века в городе проводилась знаменитая Ростовская ярмарка, благодаря которой Ростов сохранял за собой значение важного торгового и экономического центра Ярославской губернии. В это время в городе развивается финифтяный промысел. Ростов становится одним из центров производства расписной финифти.
В 1885 году владелец фабрики «Рольма» соорудил первый городской 10-километровый водопровод от Которосли до фабрики. Впоследствии он завещал городу все свои средства, на которые был расширен водопровод, была основана гимназия и планировалось открытие университета.
Со второй половины XIX века в Ростове начинается восстановление и реставрация архитектурных памятников Ростовского кремля. В 1883 году в кремле открылся «Музей церковных древностей», который в настоящее время является значительным культурным и научным центром.

### XX век

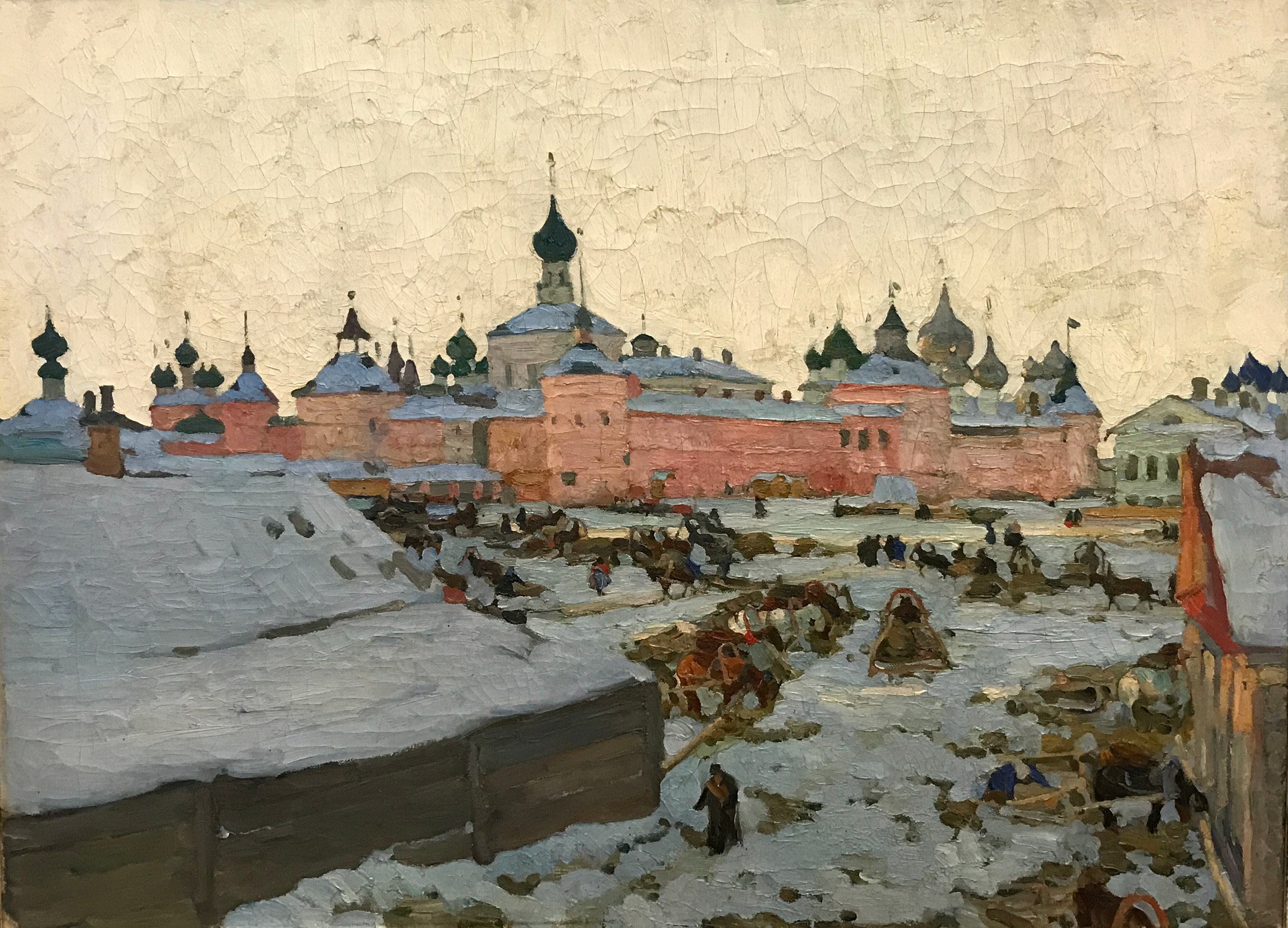
Константин Юон. Зима в Ростове (1906).

К 1900 году Ростов насчитывал 14500 жителей, 4 школы, духовное училище, женскую прогимназию, художественно-ремесленную школу, 21 фабрику и завод, 22 церкви и 5 монастырей.
11 февраля 1944 года Ростов получил статус города областного подчинения.
24 августа 1953 года по Ростову пронёсся смерч. Вихрь возник в нескольких километрах к северо-западу от Ростова. Около 5 часов вечера смерч ворвался в город через линию железной дороги, опрокинув два вагона с кирпичом и известью, затем проследовал по улицам Достоевского и Февральской, причинив им серьёзные разрушения. Параллельно первому смерчу, неслась ещё одна воронка. После того, как обе воронки соединились, смерч (категории F2 по шкале Фудзиты) налетел на Ростовский кремль, сорвал практически все его купола и нанёс серьёзный урон церквям Иоанна Богослова и Григория Богослова. Смерч ушёл в озеро Неро, где разметал лодки в радиусе полукилометра, поднял водяной столб в несколько сотен метров, ещё некоторое время двигался по водной поверхности, «высыпая» листы железа, брёвна и другие предметы, и в итоге потерял свою губительную силу. В том же году начались восстановительные работы в Ростовском кремле под руководством Владимира Сергеевича Баниге, которые были завершены лишь к 1957 году.

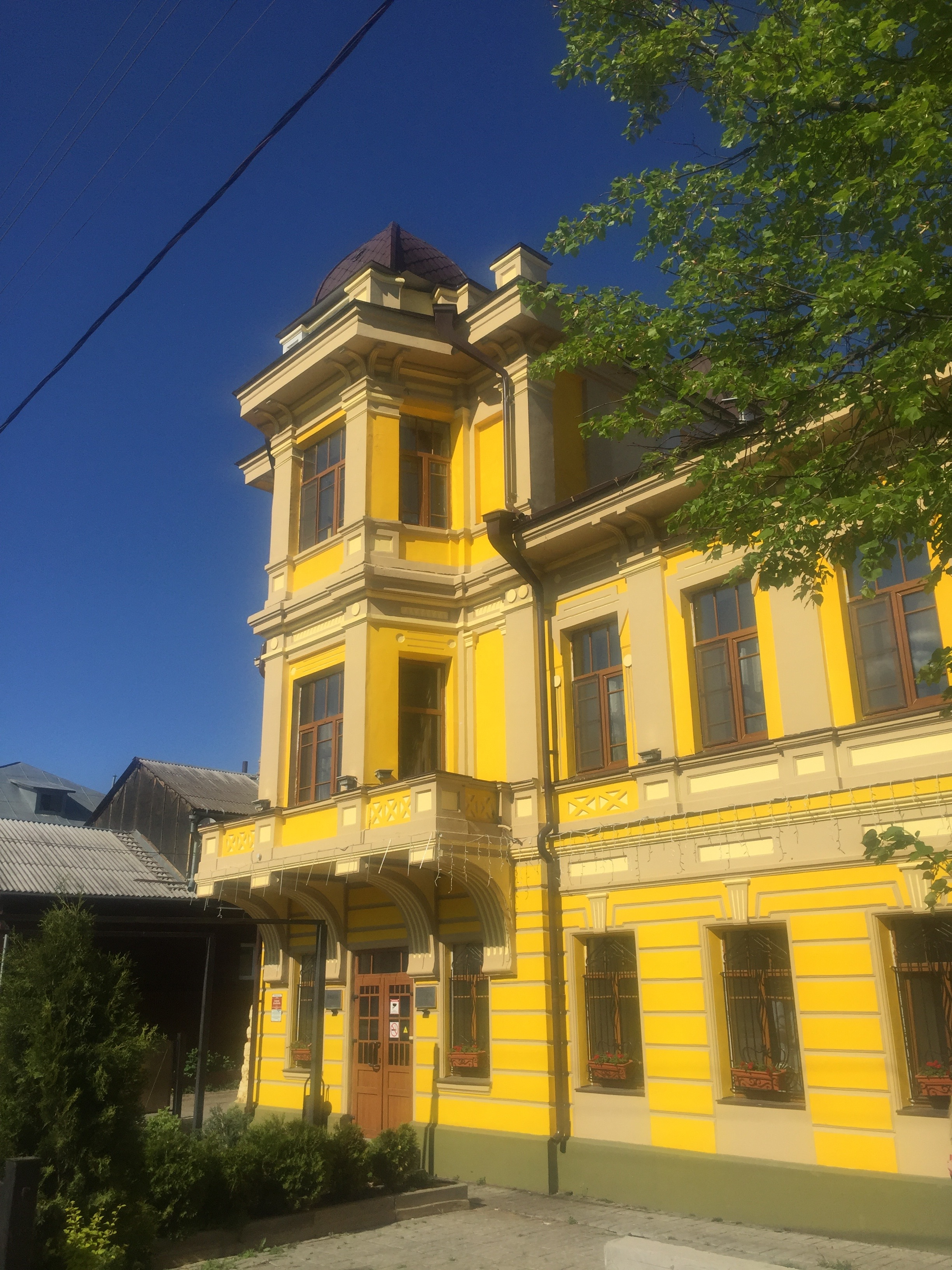
Отель «Селивановъ»

Ныне государственный музей-заповедник носит название «Ростовский кремль». Ему принадлежит богатейшее собрание памятников древнерусского искусства — уникальные коллекции икон, древнерусского лицевого шитья, произведений живописи и графики XVIII—XX вв., древнерусских рукописей и документов, археологии. В 1995 году ростовский музей включён в Список особо ценных объектов культурного наследия России.
В 1970—1980-х годах город входит в состав туристического маршрута «Золотое кольцо», в нём строится гостиница, большую часть Ростовского кремля отдаётся под «Молодёжный туристический центр „Ростов“». На окраине города строятся несколько заводов, в основном оборонного назначения: оптико-механический, опытно-экспериментальный, радиозавод. Для этих предприятий создаётся и инфраструктура: канализация, водопровод, газоснабжение, строится электроподстанция «Неро», в разных районах города появляется несколько микрорайонов.

### Переименование
В августе 2024 года в Государственную думу был внесён проект федерального закона о переименовании города Ростов в Ростов Великий. Соответствующий документ появился в думской электронной базе. 26 ноября 2024 года Дума в первом чтении приняла данный проект. 20 декабря 2024 года Совет Федерации одобрил закон о переименовании города. 28 декабря закон был подписан президентом Российской Федерации Владимиром Путиным. Закон вступил в силу 8 января 2025 года.

## Население
Население Ростова на 1 января 2024 года составляет 27 298 человек.
| 1856    | 1897    | 1926    | 1931    | 1939    | 1959    | 1967    | 1970    | 1979    | 1989    |
| ------- | ------- | ------- | ------- | ------- | ------- | ------- | ------- | ------- | ------- |
| 9600    | ↗13 700 | ↗20 000 | ↗23 300 | ↗29 808 | ↘29 230 | ↗31 000 | ↘30 815 | ↗31 538 | ↗35 707 |
| 1992    | 1996    | 1998    | 2000    | 2001    | 2002    | 2003    | 2005    | 2006    | 2007    |
| ↗36 400 | ↗36 600 | ↘36 400 | ↘35 700 | ↘35 300 | ↘34 141 | ↘34 100 | ↘33 600 | ↘33 200 | ↘32 826 |
| 2008    | 2009    | 2010    | 2011    | 2012    | 2013    | 2014    | 2015    | 2016    | 2017    |
| ↘32 600 | ↘32 526 | ↘31 792 | ↘31 752 | ↘31 368 | ↘31 047 | ↘30 923 | ↘30 824 | ↗30 943 | ↗31 039 |
| 2018    | 2019    | 2020    | 2021    |         |         |         |         |         |         |
| ↘30 969 | ↘30 700 | ↘30 515 | ↘28 122 |         |         |         |         |         |         |

| 1971   | 1998    | 2010    | 2016    | 2018    | 2021    | 2024    |
| ------ | ------- | ------- | ------- | ------- | ------- | ------- |
| 31 000 | ↗36 000 | ↘31 792 | ↘30 943 | ↗30 969 | ↘28 122 | ↘27 298 |

На 1 января 2025 года по численности населения город находился на 531-м месте из 1124 городов Российской Федерации.

## Ближайшие города
| Ближайшие города                | Ближайшие города   | Ближайшие города        |
| ------------------------------- | ------------------ | ----------------------- |
| Северо-запад: Мышкин            | Север: Ярославль   | Северо-восток: Кострома |
| Запад: Углич                    |                    | Восток: Иваново         |
| Юго-запад: Переславль-Залесский | Юг: Юрьев-Польский | Юго-восток: Суздаль     |

## Символика
Наиболее ранними ростовскими эмблемами можно считать изображения на монетах Ростовского княжества конца XIV — начала XV веков. На разных монетах изображались: человек или только его голова, иногда в шапке, с секирой, мечом, копьём, щитом, саблей, духовым инструментом или кошелём в руках; два человека друг к другу лицом; четвероногий зверь, иногда головой назад к хвосту в форме трилистника, и т. п., а также тамги ростовских князей.
Кроме того, распространённым сюжетом являлся стоящий человек с секирой перед деревом, на котором на некоторых монетах сидит птица, под деревом лежит человеческая голова. Иногда голова или личина повторяется в круговой легенде с именем князя. На реверсе изображалась человеческая голова в фас внутри круговой легенды. В. Л. Янин толковал данное изображение как предупреждение фальшивомонетчикам. И. В. Волков и Н. В. Чекунин считают его трансформацией изображения с английского нобля, который также служил образцом для «корабельника» Ивана III. Г. А. Фёдоров-Давыдов видел в нём иллюстрацию к евангельской проповеди Иоанна Предтечи о приближении Царства Небесного: «Уже и секира при корне дерев лежит: всякое дерево, не приносящее доброго плода, срубают и бросают в огонь» (Мф. 3:10). По его мнению, композиция заимствована с византийских иллюстраций Евангелия.
Сходные изображения с середины XV века встречаются на иконах. Изображение на реверсе в таком случае является отрубленной головой Иоанна. Похожие сюжеты присутствуют и на монетах других княжеств, однако широко распространены они были именно в Ростове. По мнению С. В. Сазонова и Д. Б. Ойнаса, данный сюжет мог появиться и закрепиться на монетах как указание на объединяющую роль Ростовской епархии (в летописях упоминается храм Иоанна Предтечи — домовая церковь ростовских иерархов на епископском дворе) в Ростовском княжестве, разделённом с начала XIV века на два княжеских удела — Сретенскую и Борисоглебскую стороны (но монеты имели хождение в обеих частях). По предположению этих авторов, птица на дереве, в соответствии с христианской символикой, могла символизировать отлетевшую душу казнённого Иоанна.

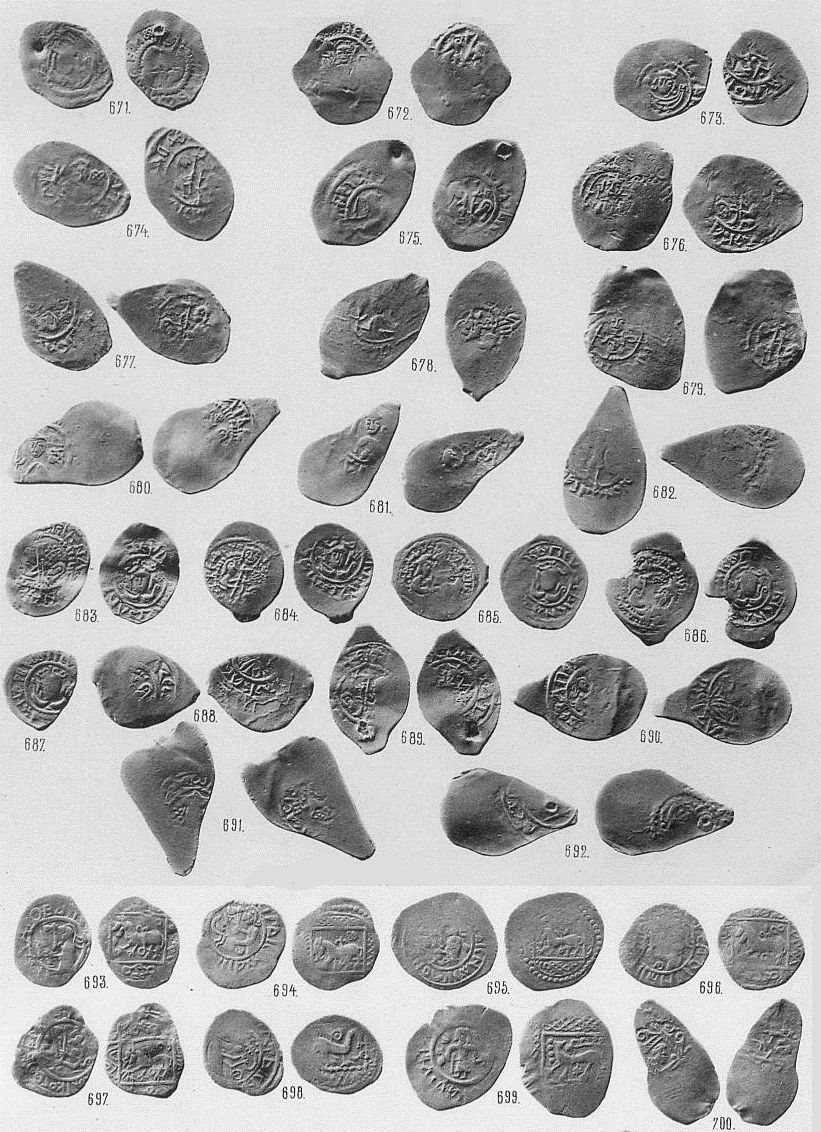
Монеты Ростовского княжества
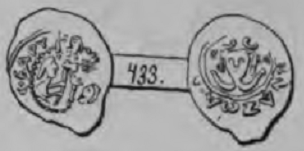
Монета с изображением человека с секирой у дерева и головы
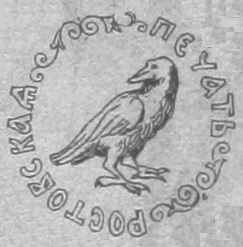
«Печать Ростовская» на большой государственной печати царя Ивана IV Грозного 1583 года

## Местное самоуправление
Город образует муниципальное образование Ростов со статусом городского поселения как единственный населённый пункт в его составе.
Главой администрации городского поселения является Тихомиров Сергей Владимирович.

## Экономика

Знак Ростов Великий на въезде со стороны Москвы

### Приборостроение
Данная отрасль появилась в Ростове в 1975 году, когда в городе был построен Ростовский оптико-механический завод. Довольно быстро данное предприятие стало градообразующим (оттеснив с первой позиции фабрику «Рольма»). Ещё через некоторое время в городе строится опытно-экспериментальное производство НИТИОП, на этом заводе производились алмазные порошки и другой алмазный инструмент. В 1990 году эти предприятия объединились. В 1990-е — начале 2000-х РОМЗ производил гражданские (от 100 % до 50 % российского экспорта) и военные приборы ночного видения, что позволяло вносить до трети районного бюджета. Сейчас производится только военная продукция, доля в городском и районном бюджете сократилась в несколько раз.

### Машиностроение
До 2009 года к этой категории можно было отнести только 2 относительно крупных производства: ОАО «751 Ремонтный завод» (ФГУП 751 РЗ МО) и Ростовский Агрегатный Завод ОАО Автодизель, но последний завод закрыли, а производство перевели в Ярославль. 751 РЗ занимается ремонтом автотранспорта и производством автоцистерн. Доля в бюджете города и района этих предприятий незначительна.

### Производство строительных материалов
В 2009 году был запущен завод ЗАО МД РУС производящий мансардные окна. Корпорация Velux вложила в проект 1 500 000 000 рублей. С 2019 года завод ликвидирован. На территории завода с 2019 года ООО «Гулбахар РУС» ведет производство табачной продукции.

### Медицина
В Ростове расположен крупный научно-производственный комплекс по разработке и выпуску активных фармацевтических субстанций «Фармославль» (часть компании Р-Фарм), а также Ростовская фармацевтическая фабрика.

### Энергетика
В городе располагаются Ростовский филиал «Ярославской сбытовой компании» (обслуживает Ростовский, Борисоглебский, Гаврилов-Ямский, Переславский и Угличский районы) и Южный филиал «Ярославльоблгаза» (обслуживает Ростовский, Борисоглебский и Переславский районы).

### Пищевая промышленность
Самая старая отрасль промышленности в городе. Некоторые предприятия созданы в XIX веке (ЗАО «Аронап» (бывшее «Товарищество Вахромеева и Ко») и завод «Русский квас» ЗАО «АТРУС» (бывшее «Товарищество Селиванова») занимались переработкой производившейся в крестьянских хозяйствах Ростовского уезда сельскохозяйственной продукции. После национализации эти два производства были реконструированы: бывший завод Вахромеева из цикорного стал кофе-цикорным комбинатом, а паточный завод Селиванова стал производить квасное сусло и квас. Из всех предприятий этой отрасли сейчас можно выделить следующие: ЗАО «АТРУС», ОАО «Ростовский комбикормовый завод» и ЗАО «Аронап». Последнее потеряло свою значимость в конце 1990-х годов. ЗАО «АТРУС» занимает одно из первых мест в Ярославской области по производству продуктов питания. Ему принадлежат мясокомбинат, хлебозавод, завод «Русский квас», производство макаронных изделий, швейное производство, строительно-монтажное управление, автотранспортное предприятие, типография и сеть магазинов в Ярославской области.

### Строительство
Строительство в городе ведётся в двух районах города: в юго-западном и в северном.
В юго-западном районе генеральным инвестором и подрядчиком выступает ЗАО «АТРУС». На севере строительство ведётся в двух направлениях: строительство первой очереди 3-го микрорайона и строительство второй очереди 2-го микрорайона.

### Сувениры
Ростов является центром производства финифти. Производят её как кустарно, так и на фабрике «Ростовская финифть». За 90 лет существования фабрика выросла из маленькой артели в крупное ювелирное предприятие.
Кроме финифти, в Ростове с XVI века производится чернолощеная керамика. Мастерская по производству керамических изделий действует на территории Ростовского кремля.

### Табачное производство
В Ростове находится производство табачной продукции «Гулбахар Рус» — российского представительства международного табачного производителя Gulbahar Tobacco. Дата открытия — 7 октября 2019 года.

### Банки
В Ростове располагаются отделения и дополнительные офисы Сбербанка России, Росбанка, Россельхозбанка, Совкомбанка, Русь-Банка и Севергазбанка, а также банк «РБА».

## Образование и наука
Образование

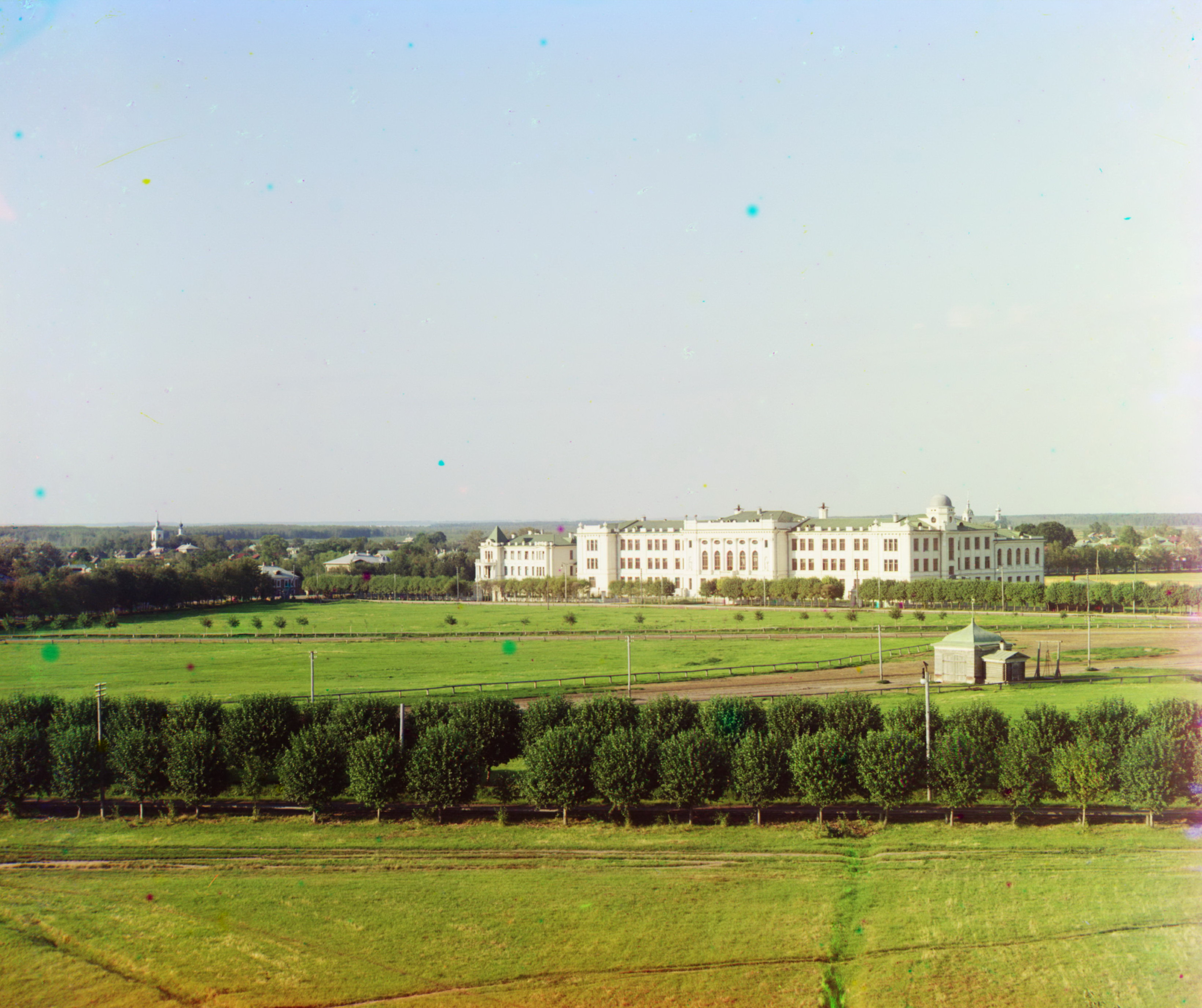
Вид на гимназию имени А. Л. Кекина с колокольни Всехсвятской церкви. Фото С. М. Прокудина-Горского, 1911 год.

В городе действует около десятка учебных заведений: 6 школ, из них одна гимназия и одна начальная, Ростовский колледж отраслевых технологий (бывш. Ростовский политехнический и Ростов—Ярославский сельскохозяйственный техникумы), Ростовский педагогический колледж.
По планам «Благотворительного фонда имени Григория Богослова» в городе должны появиться несколько религиозных учебных заведений, среди которых и филиал Общецерковная аспирантура и докторантура имени святых Кирилла и Мефодия.
Наука
Основное научное учреждение в городе — ГМЗ «Ростовский кремль». В нём ведутся исследования по археологии, искусствоведению, истории, архитектуре. Также выпускаются сборники научных статей и проводится научная конференция. Научно—технические исследования в области приборостроения ведутся также на ОАО «РОМЗ».

## Транспорт
В Ростове развита система городского общественного транспорта. Муниципальный (Ростовский филиал АО «Ярославское АТП») и частные перевозчики, обслуживающие 14 городских маршрутов. На городских маршрутах работают автобусы малого и среднего класса. На пригородных маршрутах также могут использоваться автобусы большого класса. Стоимость проезда на городских маршрутах по состоянию на январь 2025 года составляет 31 рубль.

### Список маршрутов
| №                    | Наименование маршрута | Перевозчик                             |
| -------------------- | --- | -------------------------------------- |
| Городские маршруты   | |                                        |
| 1                    | Микрорайон № 1 — Улица Добролюбова | ООО «Люберецкая транспортная компания» |
| 1А                   | Микрорайон № 1 — Улица Переславская | ООО «Люберецкая транспортная компания» |
| 1А                   | Микрорайон № 1 — Улица Добролюбова (Бассейн) | ООО «Люберецкая транспортная компания» |
| 2                    | Улица Переславская — Савинское шоссе | ООО «Люберецкая транспортная компания» |
| 2К                   | Микрорайон № 1 — Савинское шоссе | ООО «Люберецкая транспортная компания» |
| 4                    | Микрорайон № 1 — Улица Добролюбова | Неизвестевн                            |
| 4К                   | Микрорайон № 1 — Улица Ленинградская | Неизвестевн                            |
| 5                    | Микрорайон № 1 — Микрорайон № 1 (кольцевой) | ООО «Люберецкая транспортная компания» |
| 5А                   | Микрорайон № 1 — Микрорайон № 1 (кольцевой) | ООО «Люберецкая транспортная компания» |
| 6                    | Микрорайон № 1 — Микрорайон № 1 (кольцевой) | ООО «Люберецкая транспортная компания» |
| 6А                   | Микрорайон № 1 — Микрорайон № 1 (кольцевой) | ООО «Люберецкая транспортная компания» |
| 11                   | Микрорайон № 1 — Техникум | Неизвестен                             |
| 12                   | Микрорайон № 2 — Техникум | Неизвестен                             |
| 22                   | Улица Переславская — РОМЗ | Неизвестен                             |
| 22А                  | Улица Переславская — РОМЗ | Неизвестен                             |
| 22К                  | Микрорайон № 1 — РОМЗ | Неизвестен                             |
| 22Т                  | Техникум — РОМЗ | Неизвестен                             |
| 23                   | Улица Переславская — Савинское шоссе | Неизвестен                             |
| Пригородные маршруты | |                                        |
| 3                    | Залужье — Микрорайон № 1 | ООО «Люберецкая транспортная компания» |
| 3А                   | Залужье — Микрорайон № 1 | ООО «Люберецкая транспортная компания» |
| 3К                   | Залужье (от остановки «Поворот на Залужье») — Микрорайон № 1                                                                                               | ООО «Люберецкая транспортная компания» |
| 7М                   | Улица Добролюбова — Меленки | ООО «Люберецкая транспортная компания» |
| 101                  | Ростов — Вахрушево | ООО «Люберецкая транспортная компания» |
| 102                  | Ростов — Судино (отдельные рейсы выполняются с заездом в Залужье, на кладбище)                                                                             | ООО «Люберецкая транспортная компания» |
| 103                  | Ростов — Шурскол | ООО «Люберецкая транспортная компания» |
| 104                  | Ростов — Климатино | ООО «Люберецкая транспортная компания» |
| 105                  | Ростов — Шулецкие дачи | ООО «Люберецкая транспортная компания» |
| 106                  | Ростов — Семибратово | ООО «Люберецкая транспортная компания» |
| 107                  | Ростов — Новоникольское (отдельные рейсы выполняются как № 107/101 с заездом в Вахрушево)                                                                  | ООО «Люберецкая транспортная компания» |
| 108                  | Ростов — Марково | ООО «Люберецкая транспортная компания» |
| 109                  | Ростов — Татищев (отдельные рейсы следуют через железнодорожный вокзал)                                                                                    | ООО «Люберецкая транспортная компания» |
| 110                  | Ростов — Угодичи | ООО «Люберецкая транспортная компания» |
| 111                  | Ростов — Лесной (отдельные рейсы выполняются с заездом в Горный)                                                                                           | ООО «Люберецкая транспортная компания» |
| 112                  | Ростов — Петровск | ООО «Люберецкая транспортная компания» |
| 113                  | Ростов — Васильково (отдельные рейсы следуют по улице Пролетарской, либо от Микрорайона № 1, либо через Железнодорожный вокзал, либо до Белогостиц)        | ООО «Люберецкая транспортная компания» |
| 132                  | Ростов — Мосейцево (отдельные рейсы следуют через Железнодорожный вокзал)                                                                                  | ООО «Люберецкая транспортная компания» |
| 135                  | Ростов — Алевайцино | ООО «Люберецкая транспортная компания» |
| 137                  | Ростов — Заозерье (отдельные рейсы выполняются с заездом в Хмельники, либо следуют до Хмельников, либо вовсе без заезда, либо от железнодорожного вокзала) | ООО «Люберецкая транспортная компания» |
| 139                  | Ростов — Лазарево | ООО «Люберецкая транспортная компания» |
| 148                  | Петровск — Захарово | ООО «Люберецкая транспортная компания» |
| 151                  | Ростов — Дуброво | ООО «Люберецкая транспортная компания» |
| 152                  | Ростов — Воронино | ООО «Люберецкая транспортная компания» |
| 230                  | Ростов — Лазарцево | ООО «Люберецкая транспортная компания» |

## Культура и искусство

### Театры
В центре города находится Ростовский городской театр, в котором организуются различные культурные мероприятия, функционирует несколько кружков, и коллективов самодеятельности. Драматический театр был создан в 1920 году на базе Народного дома, в 1935 году был создан Ростовский колхозно-совхозный театр. С 15 октября 1941 года на базе Ростовского колхозно-совхозного театра был создан Ростовский колхозно-совхозный хозрасчётный театральный коллектив, в штате которого, согласно штатному расписанию на ноябрь — декабрь 1941 года числились 14 человек, в том числе 7 актёров.

### Музеи
- Музеи финифти

Музей финифти, где собрано более 2500 экспонатов за XVIII—XX века, действует при фабрике «Ростовская финифть». Имена авторов старинных миниатюр история не сохранила. Известно только имя священника ростовской церкви Всех Святых А. И. Всесвятского, работавшего на рубеже XVIII—XIX вв. Первоначально мастера выполняли заказы церкви, воспроизводили сцены из священных писаний, изображали жизнь и подвиги святых. Финифть украшала облачения священников, церковную утварь, царские врата. И только после создания в 1920-х годах артели «Ростовская финифть» стали появляться женские украшения, шкатулки и другие изделия нерелигиозной тематики.
Музей финифти, являющийся филиалом Государственного музея-заповедника «Ростовский кремль», открылся в 2000-м году в здании Судного приказа, одного из древнейших сооружений Ростовского кремля. Начало этому музею положила выставка портретов исторических лиц в музее церковных древностей, показанная в 1888 году. Экспозиция музея включает в себя одну из крупнейших в России коллекций художественных эмалей, охватывающую период XVIII—XXI веков.
- Музей Ростовского купечестваМузей Ростовского купечества

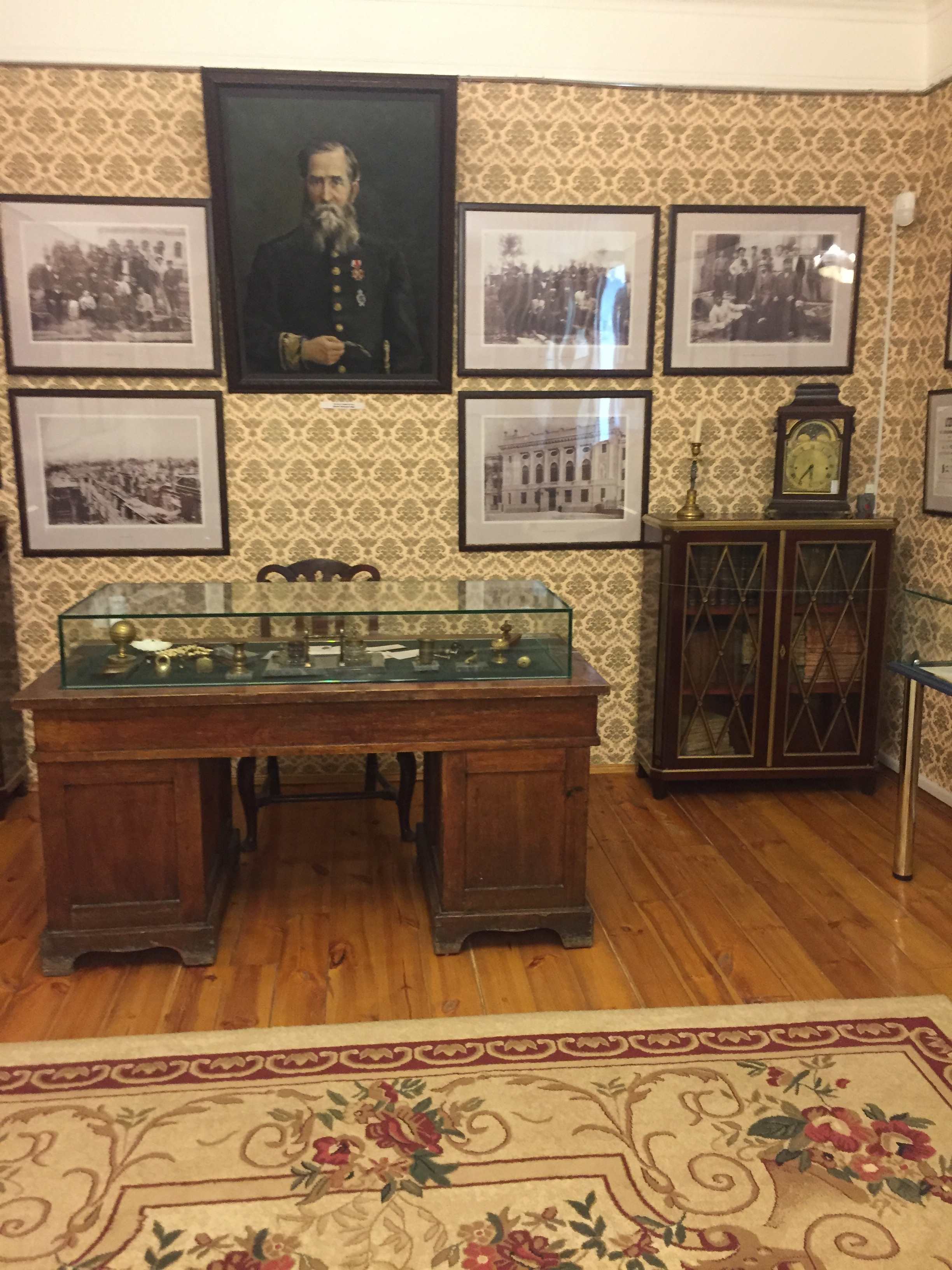
Музей Ростовского купечества

Музей ростовского купечества, являющийся филиалом Государственного музея-заповедника «Ростовский кремль», открылся в 2008 году в бывшем главном доме усадьбы купеческого рода Кекиных по улице Ленинской, 32 (ныне Покровской) после его длительной реставрации. Последним владельцем дома был Алексей Леонтьевич Кекин — предприниматель, купец, меценат и почётный гражданин города, благодаря которому в Ростове появилась гимназия его имени.
В стенах музея представлена постоянно-действующая экспозиция «Кекины. Род. Судьба. Наследие», в рамках которой воссозданные интерьеры комнат, различные предметы быта, документы, портреты известного рода Кекиных.
Кроме того, залы музея используются для проведения временных выставок, на которых представлены работы современных фотографов, мастеров декоративно-прикладного творчества, художников Ростова.

## Досуг

### Парки
- Городской парк

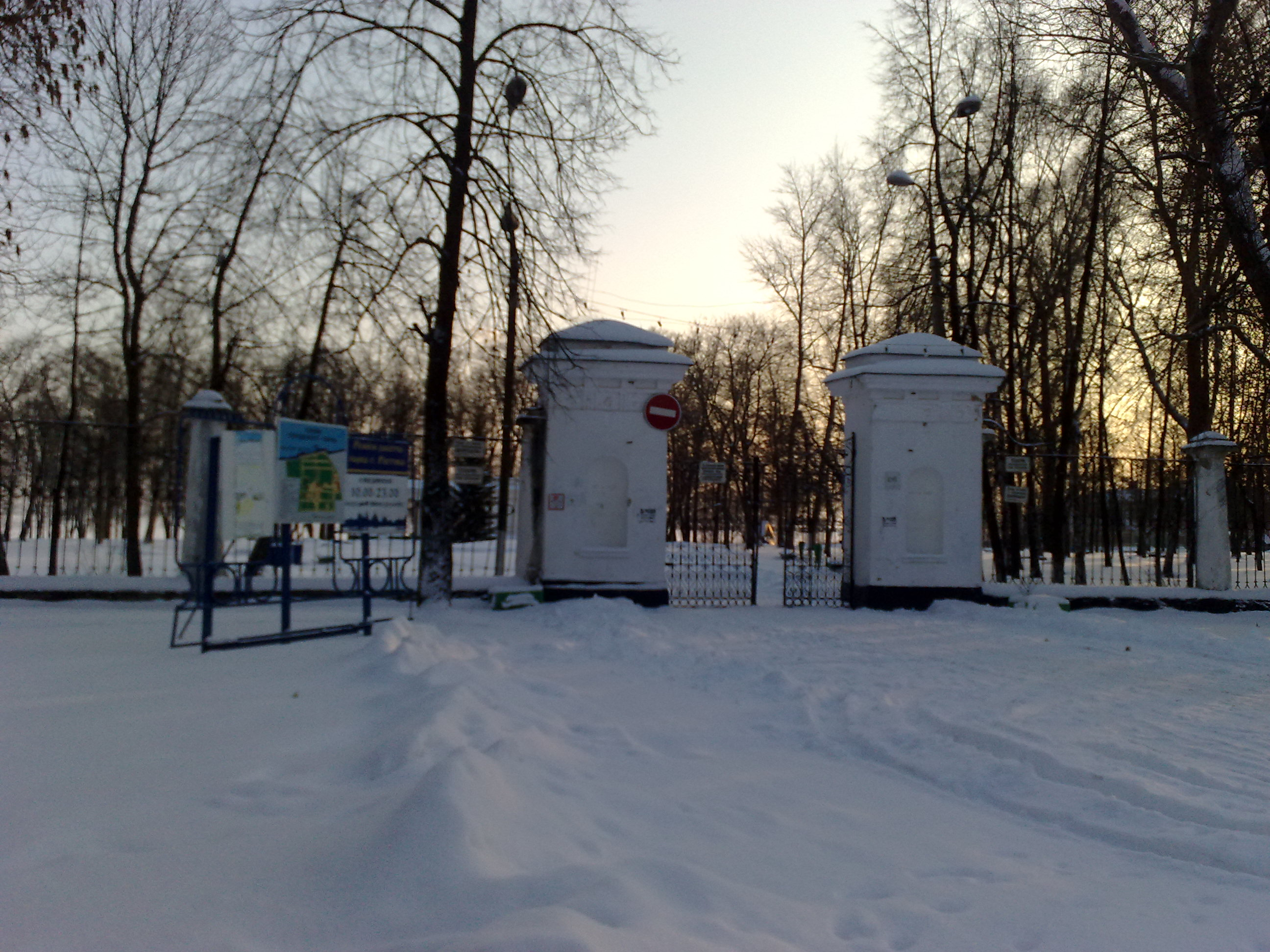
Вход в городской парк

Городской парк расположен на берегу озера Неро в центральной части города. В XVIII веке на его месте располагалось здание Английской конторы.
Городской парк, до 1947 года называемый городским садом, имеет свою давнюю историю. В Ростовском Летописце за 1830 год написано: «Недостаток удобства для обыденной жизни граждан гор. Ростова по предложению градского головы Петра Васильевича Хлебникова предположено устроить городской общественный сад между р. Пигою церковью архидьякона Стефана». 14 июня 1832 года в Думу было предоставлено уведомление с отчётом о выполненных на тот момент работах и понесённых расходах. Городской сад находился на особом контроле высшей губернской администрации. В мае 1836 года губернатор наряду с присланным в Думу планом сада предписывал «нынешнем лете отделывать на щет ассигнованной по табели суммы». В начале ноября 1836 года устройство городского сада было завершено установкой замечательной ограды.
В сентябре 2011 года городской парк в рамках мероприятий по подготовке и проведению празднования 1150-летия Ростова был закрыт на масштабную реконструкцию. Торжественное открытие обновлённого, современного парка состоялось 28 августа 2012 года.
На набережной парка ежегодно проводится «Водное шоу Ростова Великого», включающее парад флота озера Неро, театрализованные представления, бои-реконструкции и другие мероприятия.

## Памятники архитектуры и достопримечательности

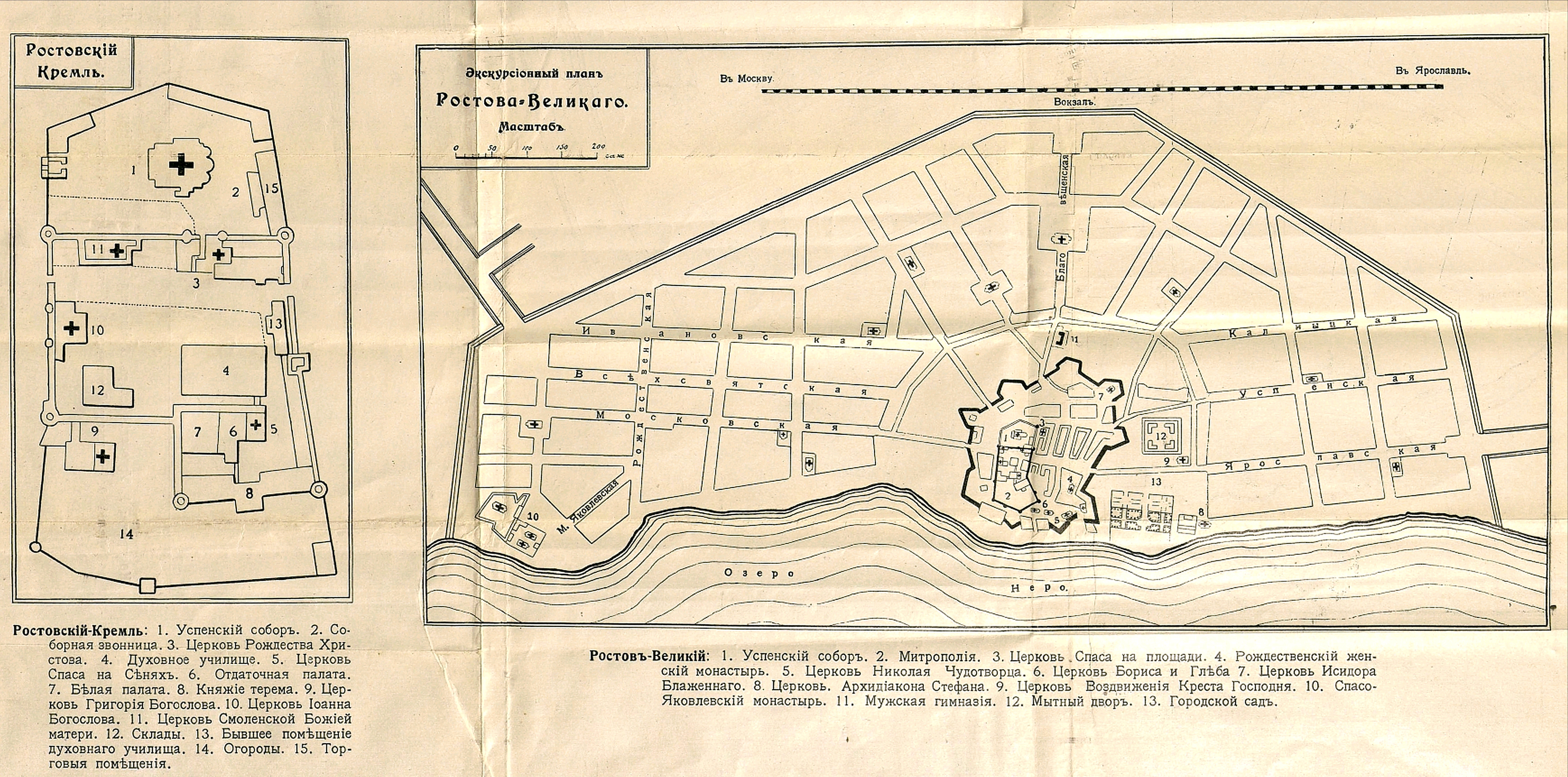
Экскурсионный план Ростова Великого и Ростовского Кремля 1913 года.

Значительное прошлое Ростова обусловило его насыщенность памятниками истории и культуры. Одним из важнейших памятников является уже сам ландшафт озёрной котловины и прилегающей территории, на протяжении тысячелетий привлекавший сюда людей и изобилующий памятниками археологии. Классикой не только русского, но и мирового искусства стали архитектурные памятники Ростова, в частности постройки бывшего Архиерейского дома XVII в. — Ростовский кремль. Большую ценность представляет каменная и деревянная застройки города XVIII—XX вв. Достоянием мировой культуры являются Ростовские звоны — уникальный набор музыкальных произведений XVII—XIX вв., неотделимый от замечательного музыкального инструмента — знаменитой Ростовской звонницы. Каждый из её 13 колоколов, от самого большого, весом 2 тысячи пудов (32 тонны), до самого малого, имеет своё особое звучание.

### Авраамиев Богоявленский монастырь
В юго-восточной части города на берегу озера Неро стоит Богоявленский Авраамиев монастырь (ул. Желябовская, 32) самый древний в городе и старейший на Северо-Востоке России.

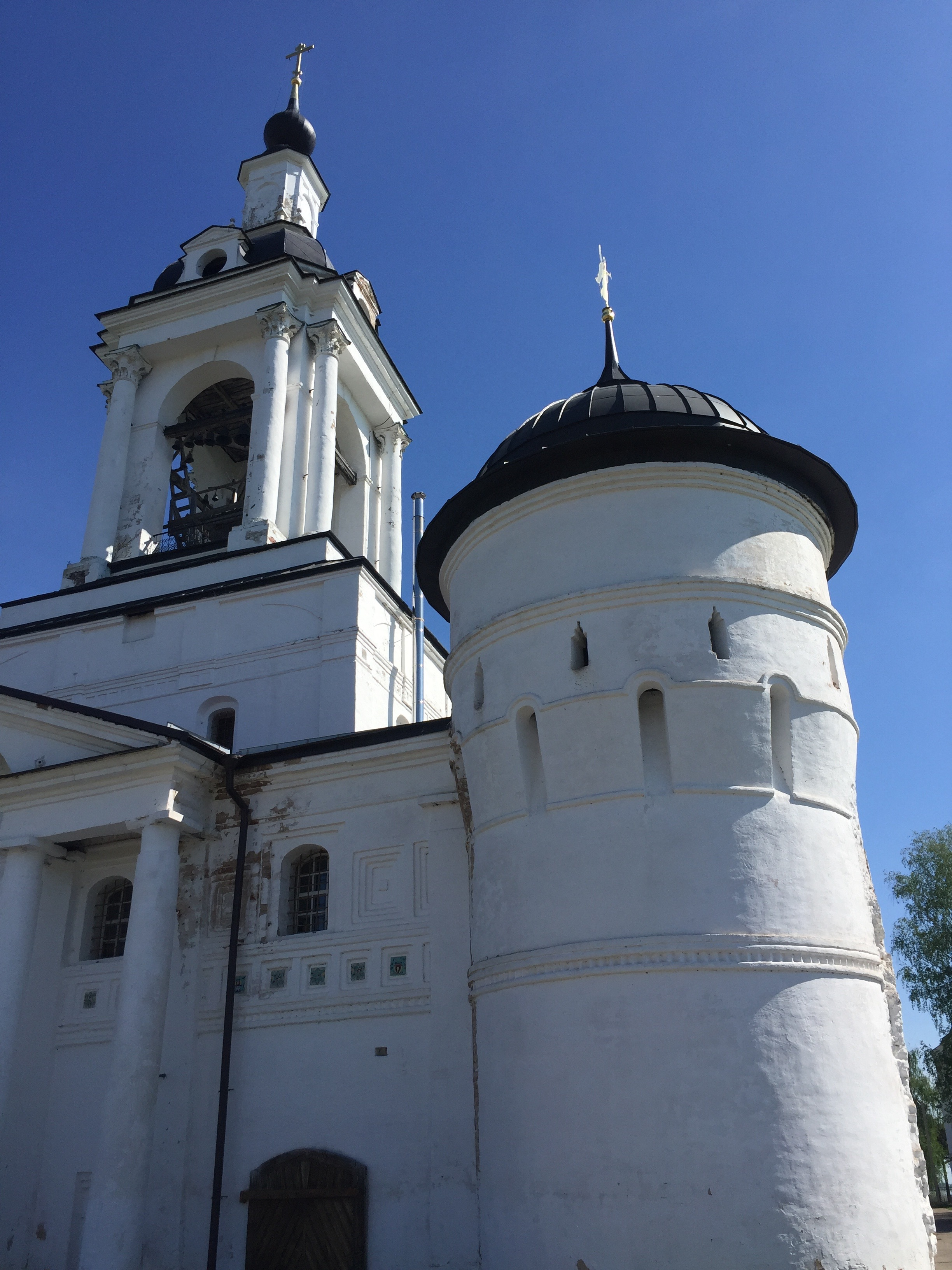
Богоявленский Авраамиев монастырь

Авраамиев Богоявленский монастырь — основан в XI веке преподобным Аврамием Ростовским. По преданию, он был основан на месте языческого капища, посвященного Велесу, культ которого был особенно распространен на Чудском конце Ростова. По молитвам Авраамия, на берегу небольшой речки Ишни недалеко от Ростова ему явился сам святитель Иоанн Богослов и вручил ему чудесный жезл. Вернувшись в город, святой Авраам разрушил языческое капище и на его месте основал монастырь.
В конце XVI века на средства государевой казны здесь был построен новый каменный собор — Богоявленский собор в честь взятия Казани (1555) в Авраамиевом монастыре.
В XVIII — начале XX века монастырь был мужским третьеклассным. Все его сооружения, кроме ограды, в той или иной степени сохранности, дошли до наших дней. Сегодня Богоявленский Авраамиев монастырь возрождается, как женская обитель.

### Ростовский Кремль

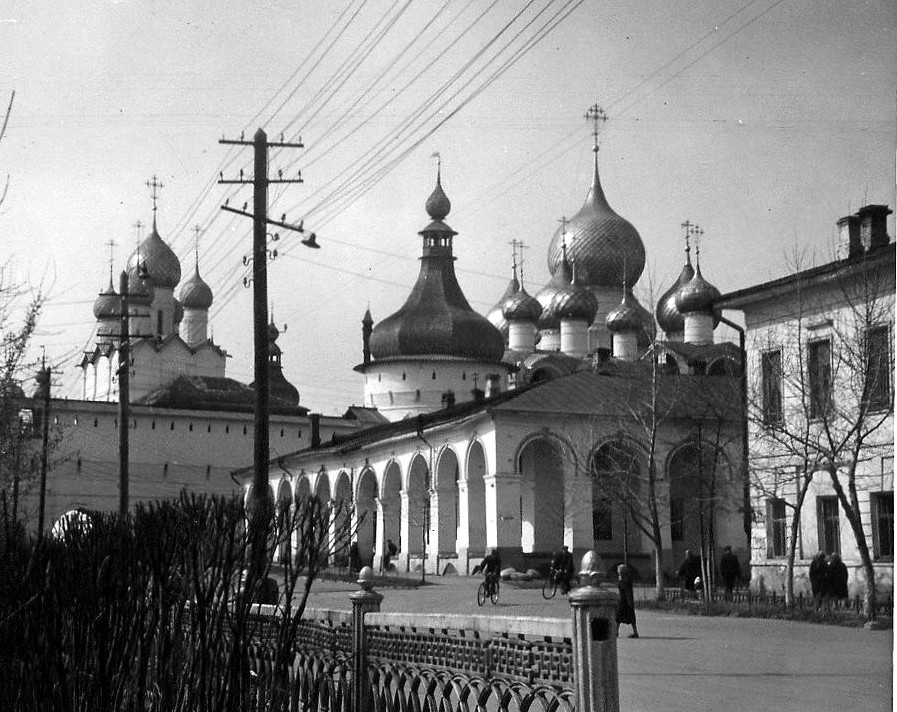
Ростовский кремль. Фото 1960 г.

Бывшая резиденция ростовских митрополитов. Построен при митрополите Ионе Сысоевиче. В 1660—1690-е годы по замыслу владыки Ионы был возведен величественный ансамбль архиерейского дома — Ростовский Кремль. Соборная площадь возникла в конце X века после сооружения здесь первого Успенского собора. Стоящий сегодня на ней 500-летний Успенский собор — старейшее сооружение города. Ростовская звонница славится звонами своих 15 колоколов. Формирование ансамбля архиерейского двора завершилось к концу XVII века.
В 1788 году уездный Ростов перестал быть центром епархии: архиерейская кафедра была переведена в Ярославль, а Ростовский Кремль остался без присмотра.
После переезда центра митрополии начал постепенно разрушаться, в связи с чем Александр I издал Указ о разборке митрополичьего двора на кирпичи, в результате была разобрана только часобитная башня, являвшаяся высотной доминантой. В конце XIX века на средства местных купцов была произведена комплексная реставрация, и в зданиях кремля расположился Музей церковных древностей. Люди разных сословий и разного достатка жертвовали на восстановление Кремля и делали это не «славы ради, а пользы для». После урагана 1953 года проведена вторая реставрация. В большей части кремля располагается ГМЗ «Ростовский кремль». С мая по октябрь посетители Ростовского музея имеют великолепную возможность видеть фресковые росписи кремлёвских храмов. С 1969 года в Ростовском музее действует экспозиция древнерусского искусства. В 2000 году в помещении Судного приказа открылась экспозиция Музея финифти, представляющая самую большую в мире коллекцию ростовских эмалей.

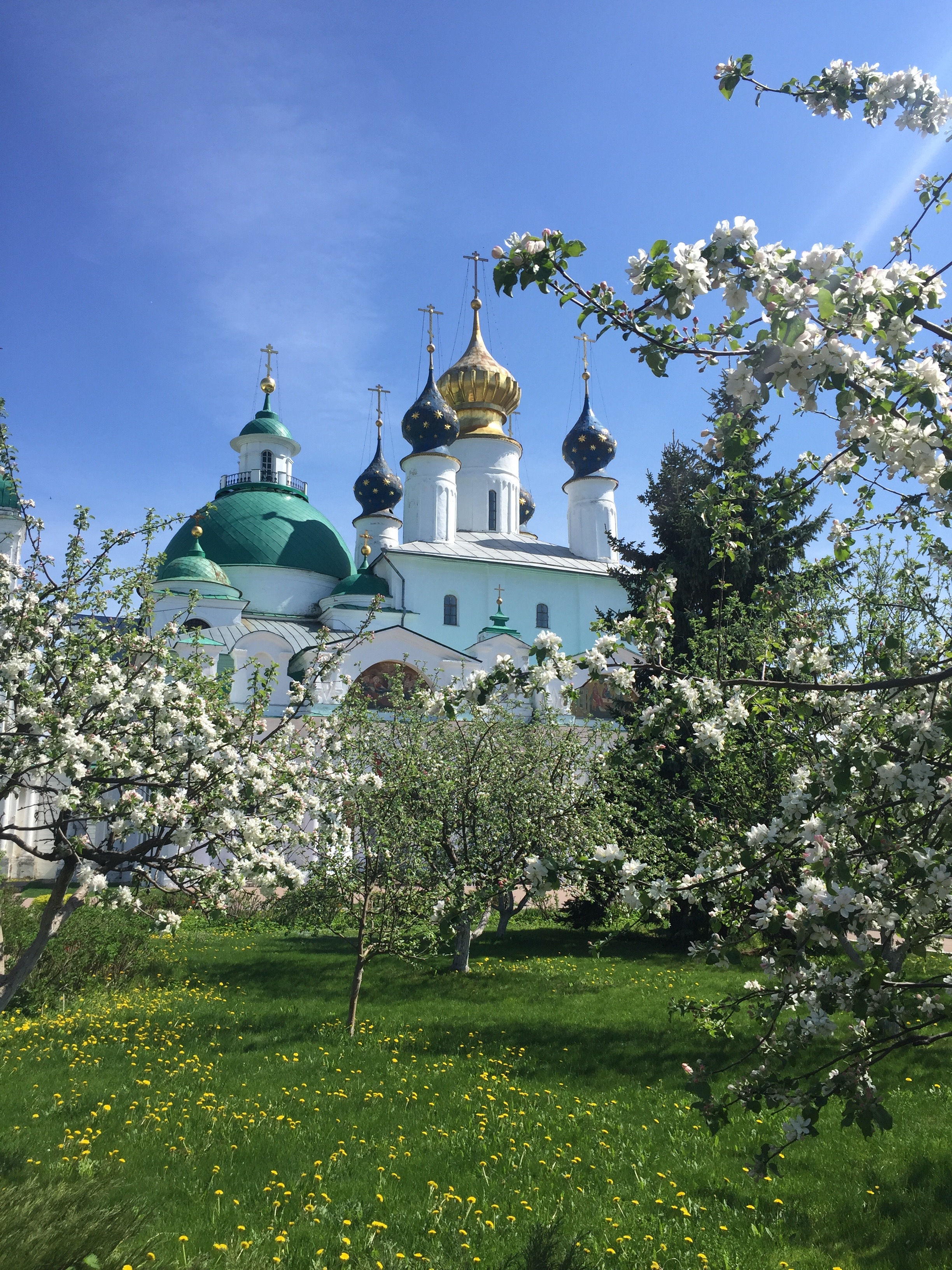
Собор Зачатия св. Анны и монастырский сад весной

### Спасо-Яковлевский монастырь
На западной окраине города, на берегу озера Неро, расположен ансамбль Спасо-Яковлевского мужского монастыря. Панорама Спасо-Яковлевского монастыря с живописным сочетанием различных по стилю архитектурных форм — псевдоготические завершения башен, барочные и классические завершения церквей — производит впечатление сказочного чудо-города, прекрасно вписанного в приозёрный ландшафт.
В монастыре находится святой источник святителя Иакова. Православные паломники считают воду источника целебной, над ним построена освящённая часовня.

### Троице-Варницкий монастырь
Троице-Варницкий монастырь — монастырь построен на месте рождения Сергия Радонежского в 1427 году в Варницкой слободе. Монастырь был построен с целью увековечить память преподобного Сергия Радонежского.
История монастыря трагична: в 1609 году обитель была разграблена и сожжена поляками. 1 марта 1919 года декретом советской власти Троице-Сергиев Варницкий мужской монастырь был закрыт. С 1995 года монастырь возвращён Церкви. В обители действует православная гимназия с пансионом для учеников 10-го и 11-го классов.

### Рождественский монастырь
Рождественский монастырь — женский монастырь был основан в 1390—1394 годах святителем Феодором, в миру Иоанном, архиепископом Ростовским, племянником и любимым учеником Сергия Радонежского. Как и многие монастыри в СССР он был закрыт и не действовал с 1926 года. В 1997 году Рождественский монастырь вернули церкви в полном запустении. Ныне монастырь восстанавливается силами монахинь и местных жителей.

### Храм Вознесения Господня
Храм Вознесения Господня (в народе известный как церковь Исидора Блаженного на валах) является одним из древнейших религиозных сооружений Ростова. Возведён он был в камне в 1565 году на месте обветшавшего деревянного храма, устроенного над захоронением Исидора Ростовского — юродивого и православного святого, прозванного современниками Твердисловом. В создании храма участвовал Андрей Малой, «государев» зодчий царя Ивана Грозного, который считал Исидора Блаженного небесным покровителем и связывал с этим покровительством взятие Полоцка в 1563 году. Эти сведения о храме содержала надпись на белокаменной плите, хранившейся здесь до начала XX века:
Лета 1565 державою и повелением благочестиваго царя государя великаго князя Иоанна Васильевича всея Руси его царскою казною поставлена церковь сия Вознесение Господне в ней же Исидор чудотворец при епископе Никандре Ростовском, а делал церковь великого князя мастер Андрей Малой.Храмозданная надпись
В 1572 году для иконостаса церкви были сделаны уникальные царские врата, о которых упоминают почти все авторы, писавшие о ростовских древностях. Заказчиком врат исследователи считают Ивана Грозного, а исполнителями — ростовских резчиков. Врата содержали 20 православных сюжетов и напоминали скорее чеканку драгоценного металла, чем резьбу по дереву. В 1962—1964 гг. А. К. Лисицыным была проведена их реставрация.
Белые стены храма были расписаны только в 1720 году, и в это же время деревянный иконостас был заменён так называемым каменным, выполненным в технике настенной живописи.
В XVII—XIX веках церковь подвергалась реконструкции, в результате которой приобрела современный облик с преобладающими чертами классицизма. На её стенах сохранились дивные фрески, множество ярких разноцветных росписей, в том числе и небольшие фрагменты настенной живописи 1720 года. Современные иконописцы написали для храма новые иконы, создали новые царские врата иконостаса (прежние отправились на хранение в Ростовский музей-заповедник). О прежнем виде храма и его замечательных фресках можно судить по дошедшим до нас фотоснимкам. А снимал его и один из самых известных фотографов дореволюционной России С. М. Прокудин-Горский.

### Ростовская гимназия

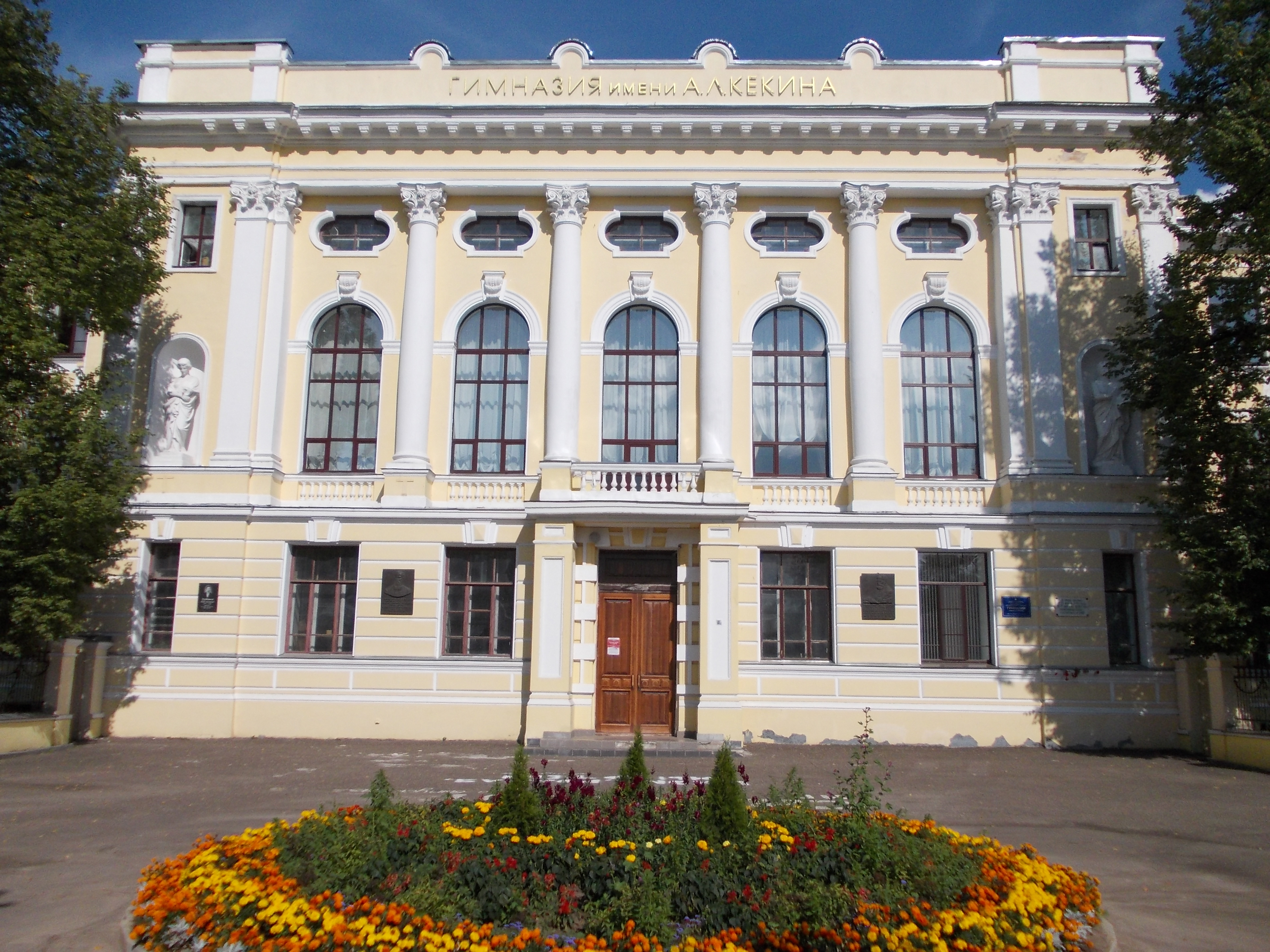
Гимназия им. А. Л. Кекина в Ростове

Здание гимназии построено в 1910 году в стиле неоклассицизм. В нём имеется астрономическая обсерватория, аудитория на 300 мест, актовый зал, фундаментальная библиотека, два спортивных зала. Также есть переход, соединяющий основное здание с малым, в котором проживали преподаватели, а после переезда из Москвы находился педагогический техникум.

## Ростов в культуре

### Книги
- Деревенский дневник — книга Ефима Дороша.
- Один — роман Императора ВАВА о Ростове и других древних городах.

### Фильмы
- Пётр Первый (1937) — фильм Владимира Петрова.
- Коммунист (фильм) (1957) — фильм Юлия Райзмана.
- Армия «Трясогузки» (1964) — фильм Александра Лейманиса.
- Тридцать три (1965) — кинокомедия Георгия Данелия.
- Семь нот в тишине (1967) — документальный фильм Виталия Аксёнова.
- Семь стариков и одна девушка (1968) — кинокомедия Евгения Карелова.
- Братья Карамазовы (1968) — фильм Ивана Пырьева.
- Весёлое волшебство (1969) — фильм-сказка Бориса Рыцарева.
- Держись за облака (1971) — фильм Петера Саса и Бориса Григорьева.
- Человек с другой стороны (1972) — фильм Юрия Егорова.
- Руслан и Людмила (1972) — фильм Александра Птушко.
- Иван Васильевич меняет профессию (1973) — кинокомедия Леонида Гайдая.
- Невероятные приключения итальянцев в России (1973) — кинокомедия Эльдара Рязанова.
- Мой ласковый и нежный зверь (1978) — фильм Эмиля Лотяну.
- Трактир на Пятницкой (1978) — фильм Александра Файнциммера.
- Слёзы капали (1982) — фильм Георгия Данелия.
- Борис Годунов (1986) — фильм Сергея Бондарчука.
- Конец операции «Резидент» (1986) — фильм Вениамина Дормана.
- Царская охота (1990) — фильм Виталия Мельникова.
- Бесконечность (1991) — фильм Марлена Хуциева.
- Красная вишня (Hong ying tao) (1995) — фильм Е Даина (Daying Ye).
- Полицейские и воры (1997) — фильм Николая Досталя.
- Паломничество (2001) — документальный фильм Вернера Херцога.
- Егорино горе (2008) — кинокомедия Марии Маханько.
- Котовский (2010) — телесериал Станислава Назирова.
- Раскол (2011) — телесериал Николая Досталя.
- Геймеры (2012) — телесериал Михаила Шевчука.
- 9 дней и одно утро (2014) — драма, реж. Вера Сторожева.
- Кровавая барыня (2018) — историческая драма, реж. Егор Анашкин.
- Мария. Спасти Москву (2022) — историческая драма, реж. Вера Сторожева
- Елизавета (2022 г.) — историко-приключенческий телесериал Дмитрия Иосифова про судьбу Елизаветы Петровны, дочери Петра I до её восхождения на престол Российской империи[113]
- Доктор Х и его дети (прим. 2023 г.) — социальная драма по одноимённой книге писательницы Марии Ануфриевой. Съемки в Ростове проходили в Гимназии им. Кекина[114][115].

### Музыка
- Ростовские звоны — запись звонов звонницы Успенского собора. Записи звонов были использованы в фильмах «Пётр Первый», «Слово о Ростове Великом», «Семь нот в тишине», «Братья Карамазовы», «Держись за облака», «Война и мир».

### СМИ
- Районная газета «Ростовский вестник»[116]

Прекратившие существование:
- Радиоканал «Радио Ростова» (1998—2016)[117]
- Ростовский телевизионный канал
- ТВ Ростов Великий
- РостовТВ (2011—2013)[118]
- Телеканал «РПК ТВ»[119]

## Люди, связанные с Ростовом Великим
- См. Категория:Персоналии:Ростов

## Внешние связи

### Города-побратимы
Города, заключившие договор о сотрудничестве с Ростовом:
- Йямся, Финляндия (1990);
- Стивенс-Пойнт, штат Висконсин, США (1992);
- Чернигов, Украина (до 2016);
- Макаров, Киевская область, Украина (2008);
- Арзамас, Нижегородская область, Россия (2008);
- Ним, Франция.
- Бернбург, Германия (2019)[120][121];
- Иваница, Сербия[122];
- Саки, Крым (2021)[123].